# Constanze Schumann

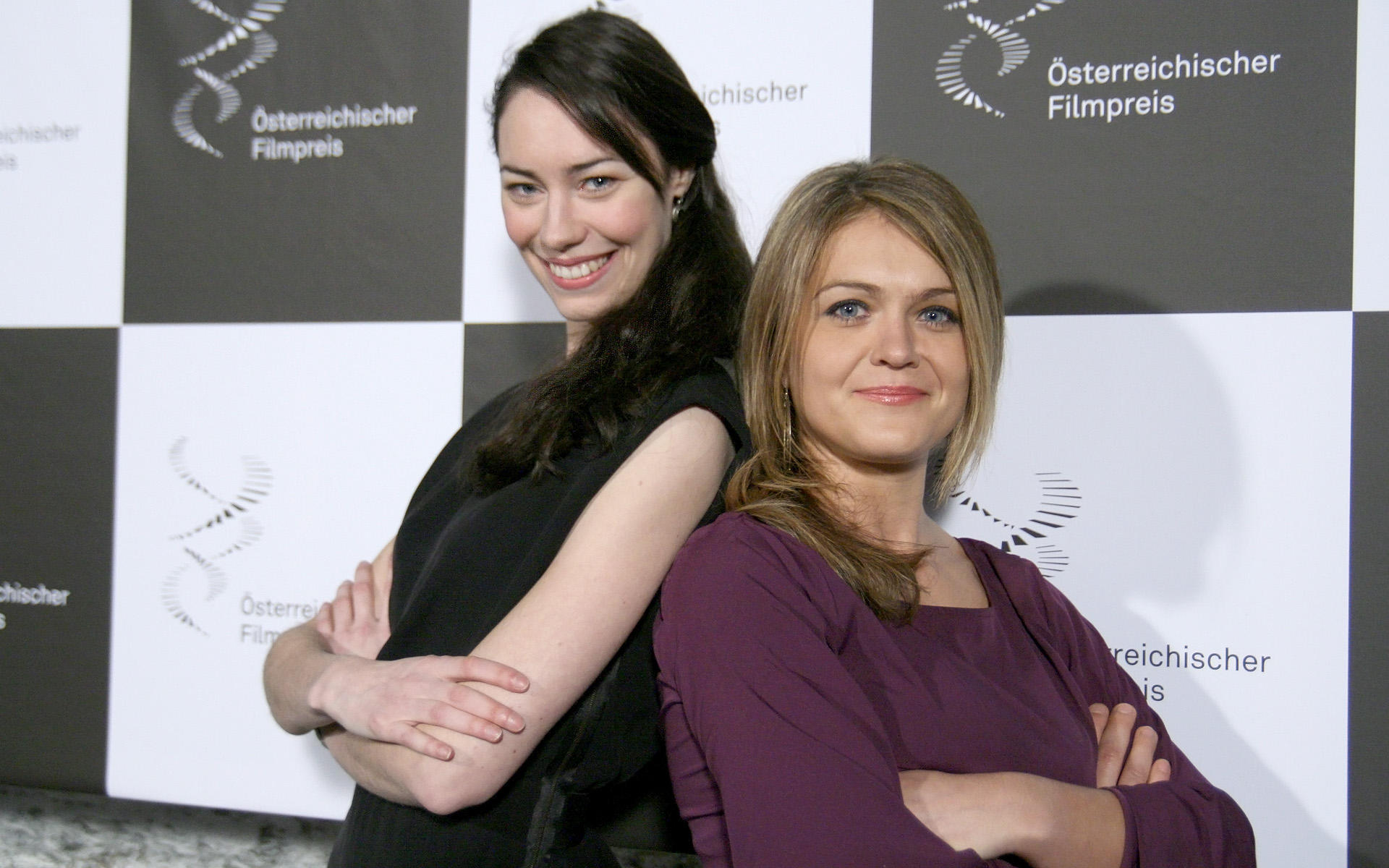
Constanze Schumann und Barbara Eder (2012)

Constanze Schumann (* 1980 in Wien) ist eine österreichische Filmproduzentin.

## Leben
Nach Erlangen der Matura studierte Schumann von 1998 bis 2002 Publizistik und Kommunikationswissenschaft, in Kombination mit Philosophie, Psychologie und Theaterwissenschaft, an der Universität Wien. Zu dieser Zeit sammelte sie erste Erfahrungen im Bereich Script/Continuity, als sie bei Virgil Widrichs Filmprojekten Heller als der Mond (2000) und Copy Shop mitarbeitete. Daraufhin entschied sie sich für eine berufliche Laufbahn in der Filmbranche. Von 2000 bis 2008 studierte sie Produktion an der Filmakademie Wien bei P. A. Mayer und schloss mit dem Magister ab.
Während ihres Studiums wirkte Schumann an verschiedenen Filmen mit, bei denen sie in der Aufnahme- und Produktionsleitung tätig war. Als Co-Produzentin übernahm sie die Verwertung von Karl Bretschneiders Kurzfilm Grauzone (2004), der unter anderem als "Bester Kurzfilm" beim Filmfestival Max Ophüls Preis ausgezeichnet wurde. Der erste von Schumann produzierte abendfüllende Spielfilm – und gleichzeitig ihr Diplomfilm – war das in Texas gedrehte Schuldrama Inside America von Barbara Eder. Diese Produktion brachte Schumann beim Österreichischen Filmpreis 2012 eine Nominierung in der Kategorie „Bester Spielfilm“ ein.
2011 begann Schumann für das österreichische Produktionsunternehmen Allegro Film zu arbeiten. Im Folgejahr wurde sie von der European Film Promotion für das Förderprogramm „Producer on the Move“ ausgewählt. Zusammen mit Helmut Grasser produzierte sie für Allegro Marie Kreutzers Literaturverfilmung Gruber geht, Dominik Hartls Coming-of-Age-Film Beautiful Girl sowie den Psychothriller Mein Fleisch und Blut. An dem 2017 erschienenen Dokumentarfilm #Single von Andrea Eder, der das Phänomen Online-Dating thematisiert, war sie als Produzentin und Autorin beteiligt.

## Filmografie (Auswahl)
- 2004: Grauzone (Kurzfilm)
- 2010: Inside America
- 2015: Gruber geht
- 2015: Beautiful Girl
- 2016: Mein Fleisch und Blut
- 2017: #Single (Dokumentarfilm)
- 2024: Beasts Like Us (Fernsehserie)
- 2025: Drunter und Drüber – Chaos auf dem Friedhof (Fernsehserie)